# The Candy Kid
The Candy Kid er en amerikansk stumfilm fra 1917 af Arvid E. Gillstrom.

## Medvirkende
- Billy West.
- Ethel Cassity.
- Oliver Hardy.
- Leo White.
- Bud Ross.